# Bognanco
Bognanco ist eine italienische Gemeinde (comune) in der Provinz Verbano-Cusio-Ossola (VB), Region Piemont.

## Lage und Einwohner
Bognanco liegt rund 50 km nordwestlich von der Provinzhauptstadt Verbania und 8 km östlich von Domodossola  entfernt. Das Gemeindegebiet umfasst eine Fläche von 58 km² und hat 191 Einwohner (Stand 31. Dezember 2023) Zu Bognanco gehören die Fraktionen Torno, Gabbio, Camparione, Pianezza, Monticchio, Messasca, San Marco, Bei, Pioi, Bosco, Campeglio, Bognanco Fonti, Possetto, Possa, Picciola, Rambolone, Pizzanco, Camisanca, Bacinasco, Mulera, Piodellate, Valpiana, San Giuseppe, San Lorenzo, Croce, Graniga und Faibello. 
Die Nachbargemeinden sind Antrona Schieranco, Crevoladossola, Domodossola, Montescheno, Trasquera und Zwischbergen im Schweizer Kanton Wallis.

## Wirtschaft

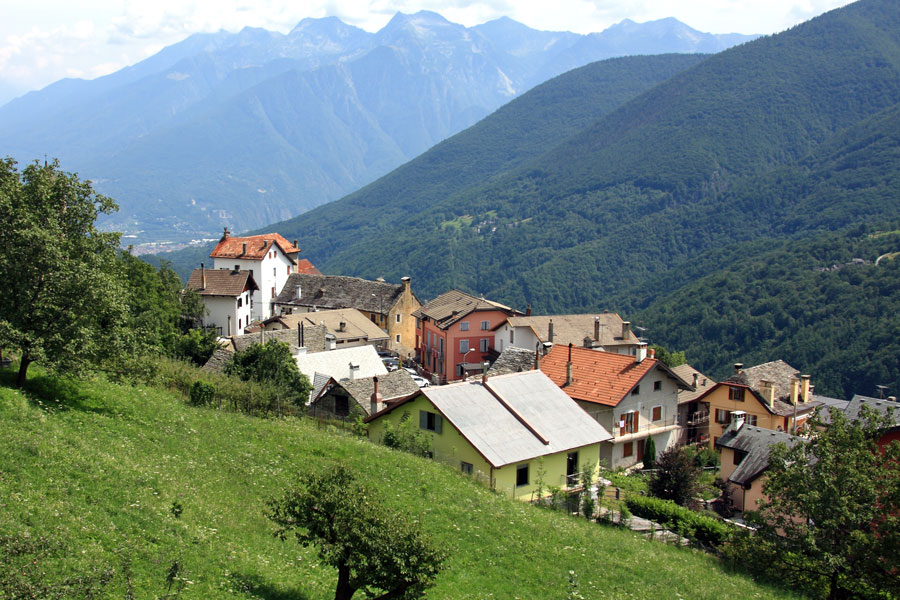
Panorama

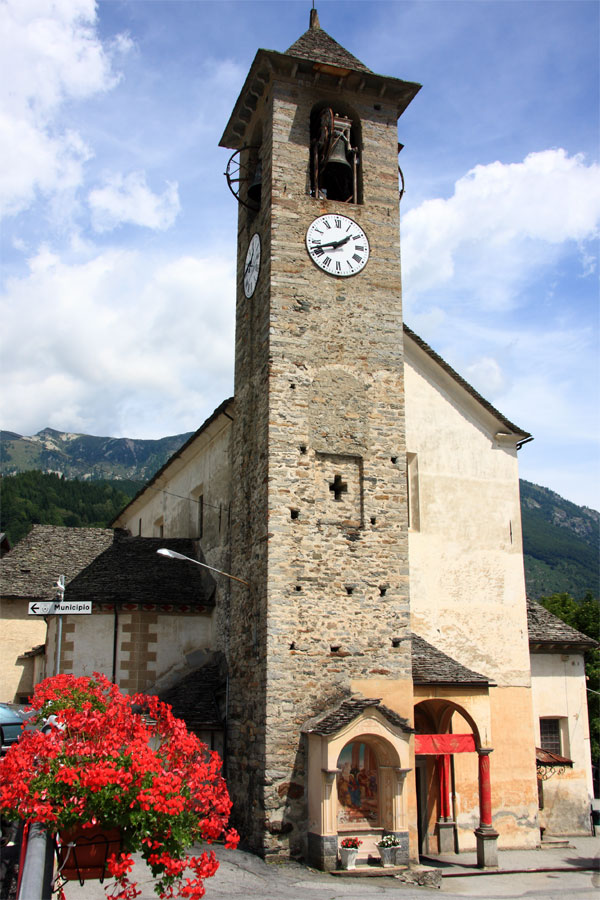
Pfarrkirche San Lorenzo

Das Wasser der drei Quellen, die aus Bognanco im Weiler Fonti entspringen (Ausonia, Gaudenziana und San Lorenzo), wird für therapeutische Zwecke sowie als Mineralwasser verwendet.

## Sehenswürdigkeiten
- Pfarrkirche San Lorenzo mit romanischen Glockenturm.
- Durch Bognanco führt der Saumpfad Stockalperweg, der um 1630 von Baron Stockalper erbaut wurde, um die Schweiz mit Italien zu verbinden und den Handel zu fördern. Dieser Wanderweg führt durch noch intakte Naturlandschaften und kann noch zu Fuß erkundet werden. Vom Bezirk Brig bis zum Simplonpass verläuft sie parallel zur heutigen Asphaltstraße.